# 愛染椿
『愛染椿』（あいぞめつばき）は、大林清の小説作品及び、それを原作としたドラマ化作品である。

## テレビドラマ
1972年5月8日から7月7日、TBS「花王 愛の劇場」枠にて放送された。

### キャスト
- 津村加代：三ツ矢歌子
- 中山久太郎：山下洵一郎
- 佐柄：内田稔
- 藤木：中山昭二
- 奈美：小林夕岐子
- 宮口精二
- 皆川妙子
- 伊藤めぐみ
- 二階堂有希子
- 磯村千花子
- 岡浩也（子役）
- 岸井あや子

### スタッフ
- 原作：大林清「ああ美しき人ゆえに」
- 脚本：富田義朗
- 監督：野長瀬三摩地、杉江敏男
- 音楽：土田啓四郎
- プロデューサー：管英久
- 制作：TBS､東宝

### 主題歌
- 『愛の紅椿』
  - 作詞：水木かおる / 作曲・編曲：土田啓四郎]/ 歌：有吉綾子、ポリドール・オーケストラ
- 『銀座の女達』
  - 作詞：みやざきみきお(マリア四郎) / 作曲・編曲：土田啓四郎 / 歌：有吉綾子、ポリドール・オーケストラ